# Беннетт, Брайс
Бра́йс Бе́ннетт (англ. Bryce Bennett; род. 11 ноября 1984, Биллингс, штат Монтана, США) — американский политик; член Демократической партии США. В 2011—2019 годах был членом Палаты представителей Монтаны от 91-го округа. С 2019 года является членом Сената Монтаны от 50-го округа.

## Биография
Родился 11 ноября 1984 году в городе Биллингс в штате Монтана, в семье Кита и Кейт Беннеттов; кроме него у родителей есть дочь Брин. Детство Брайса прошло в городах Гайшэм и Мизула. Обучался в начальной школе в Лоло и средней школе Биг-Скай в Мизуле. В 2003 году продолжил образование в университете Монтаны, который в 2007 году окончил со степенью бакалавра. Во время обучения в университете увлёкся политикой. Занимал выборные должности в Студенческом сенате (ASUM), Лямбда-альянсе и Колледже демократов. Служил президентом Федерации колледжей демократов Монтаны.
Беннетт — открытый гомосексуал. Каминг-аут совершил ещё в старших классах школы и был поддержан родителями и одноклассниками. Он является первым открытым гомосексуалом — членом законодательного собрания Монтаны. В 2010 году политическая кампания Беннетта была поддержана Фондом победы геев и лесбиянок. Исповедует христианство и является членом пресвитерианской церкви.

### Политическая деятельность
Беннетт — член Демократической партии США. В 2007 году начал работу в Национальном комитете Демократической партии на западе штата Монтана. После выборов 2008 года переехал в столицу штата — город Хелена, где устроился на работу в Дом демократов Монтаны.
В 2010 году член палаты представителей Монтаны от округа Мизула, демократ Робин Гамильтон заявил, что не будет добиваться переизбрания на очередных выборах. Беннетт выдвинул свою кандидатуру на это место, став одним из пяти баллотировавшихся кандидатов. Всего на избрание в палату представителей штата от этого округа претендовали два демократа, два республиканца и либертарианец. На первичных выборах Демократической партии, состоявшихся 8 июня 2010 года, Беннетт получил 85 % голосов, победив своего оппонента со счётом более, чем пять к одному. На всеобщих выборах, состоявшихся 2 ноября 2010 года, Беннетт победил с небольшим перевесом. Он получил 50,4 % голосов, в то время как кандидат от республиканцев получил 46,9 %, а либертарианец — 2,7 %. Беннетт вступил в должность в январе 2011 года. Принимал активное участие в принятии закона, который декриминализировал гомосексуальные отношения в штате Монтана. Во время парламентской сессии 2015—2016 годов был представителем меньшинства в палате представителей Монтаны. На выборах в Сенат Монтаны 6 ноября 2018 года победил, набрав 72,20 % голосов.
В 2020 году участвовал в выборах на пост государственного секретаря Монтаны и потерпел поражение от республиканки Кристи Якобсен; за Беннетта проголосовали 40,44 % избирателей.